# Чжан Цзюнь (бадминтонист)
Чжан Цзюнь (кит. 張軍, пиньинь: Zhāng Jūn; 25 ноября, 1977, Сучжоу, Цзянсу) — китайский бадминтонист, двукратный олимпийский чемпион. В настоящие время тренер сборной Китая по бадминтону.

## Карьера
В качестве специалиста в парном разряде, Чжан Цзюнь выиграл несколько международных турниров в паре с Чжан Вэй, в том числе открытые чемпионаты Швейцарии (1998), Китая (2001) и Таиланда (2005). Однако, большинство его титулов были завоеваны в смешанной паре с Гао Лин. Они стали олимпийскими чемпионами летних игр 2000 года в Сиднее и 2004 года в Афинах и чемпионами мира 2011 года, победив в финале Ким Дон Мун и Ра Кён Мин из Кореи. Пара трижды (2001, 2003 и 2006) становились чемпионами открытого чемпионата Англии по бадминтону, побеждали на чемпионат Азии по бадминтону 2002 года, Китай Мастерс 2005 года и открытых чемпионах Китая (2002, 2003), Японии (2003), Индонезии (2004), Малайзии (2004, 2006), Таиланда (2005), Сингапура (2005) и Германии (2006).
Во время церемонии открытия летних Олимпийских игр 2008 года в Пекине вместе с другими олимпийскими чемпионами участвовал в эстафете олимпийского огня.